# 궁내관

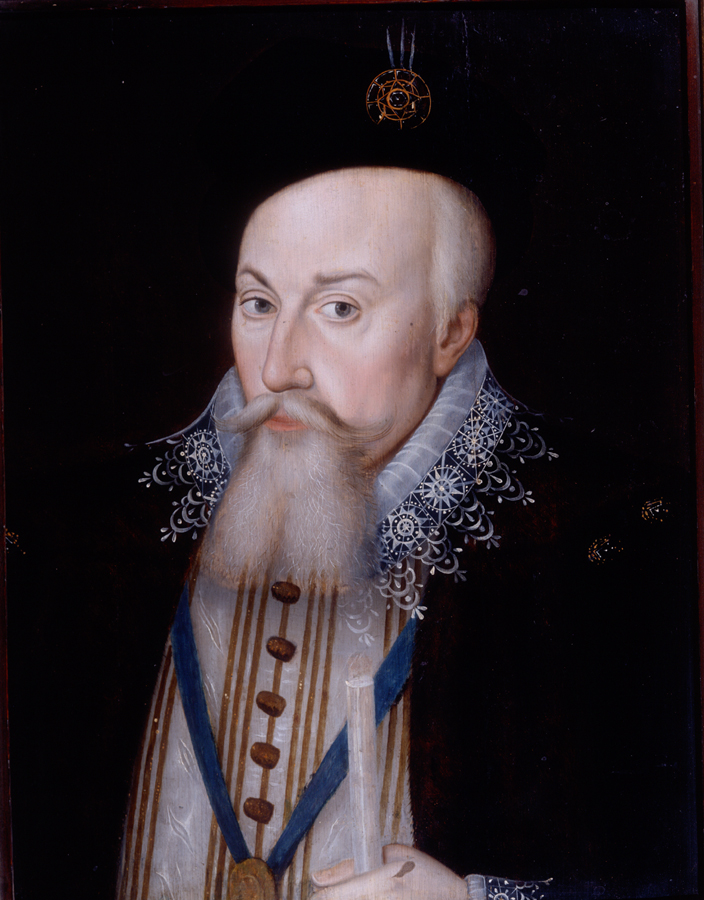
잉글랜드 왕실궁내경 로버트 더들리 제1대 레스터 백작. 잉글랜드 궁내관의 상징인 하얀 지팡이를 들고 있다.

궁내관(Steward)는 유럽 봉건제의 궁정 직책 중 하나다.
영어 낱말 "스튜어드(steward)"의 어원은 앵글로색슨어 낱말 stiȝweard이다. 이 낱말은 11세기부터 발견되기 시작하며, 어원은 "집안(stiȝ)+관리자(weard)"다. weard은 교도소장을 의미하는 warden의 어원이기도 하다. 네덜란드어에서는 스타트허우더(stadhouder), 독일어에서는 슈타트할터(Statthalter)라고 한다. 이 게르만계 낱말들은 지금은 위관급 장교를 의미하는 프랑스 어원의 lieutenant와 역할이 같다. 동유럽에서는 포사드니크가 이에 대응하는 역할이라 할 수 있다.
원래 궁내관은 영주의 영지와 집안을 모두 감독하는 내직이었다. 그러다 한 세기쯤이 지나면서 다른 내직들이 부상하며 권한이 분리되기 시작했다. 성주가 부재중일 때 그 성의 궁내관이 성을 관리했고, 장원의 농노들에게서 세금을 걷는 일도 궁내관이 했다. 이 기능이 강화되다 보니 궁내관은 주권자가 자신을 대리하여 지방에 파견 보낸 대행자, 이후 식민지 시기의 총독, 부왕과 같은 역할을 하게 된다.
네덜란드의 경우 신성로마황제가 궁내관(스타트허우더)을 보내 다스리던 곳이었는데, 네덜란드 독립 세력이 이 "궁내관"을 자신들의 지도자의 칭호로 사용하면서 네덜란드는 16세기에서 18세기에 이르기까지 대리할 왕이 없는 궁내관(오라녜-나사우가가 세습함)을 국가원수로 하는 기묘한 공화국이 되었다. 영국의 스튜어트 왕조도 브루스 왕조가 단절되었을 때 브루스 왕조의 궁내관("스튜어트")이었던 스튜어트가가 왕위에 올라 수립된 왕조다.

## 같이 보기
- 성주
- 시종관
- 부왕